# Крейг Берубе
Крейг Берубе (англ. Craig Berube; 17 грудня 1965) — канадський професійний хокейний тренер і колишній гравець. Із прізвиськом «Чіф» (англ. «Chief») Берубе провів 17 сезонів у НХЛ за «Філадельфія Флаєрс», «Торонто Мейпл Ліфс», «Калгарі Флеймс», «Вашингтон Кепіталс» і «Нью-Йорк Айлендерс». Крім того, Берубе був скаутом національної збірної, найнятий Дагом Армстронгом для збірної Канади на чемпіонаті світу з хокею 2016 року. Виконував обов'язки головного тренера клубу «Сент-Луїс Блюз», який привів у 2019 році до першого в історії команди Кубку Стенлі.

## Тренерська робота
15 червня 2017 року Берубе був призначений помічником головного тренера «Сент-Луїс Блюз». 19 листопада 2018 року «сині» звільнили головного тренера Майка Єо та призначили Берубе виконуючим обовязки головного тренера до кінця сезону 2018/19.
24 червня 2019 року «Блюз» зняли тег «виконуючий обов'язки» (англ. interim) й офіційно назвали Берубе 26-м головним тренером в історії франшизи з трирічним контрактом. 9 лютого 2022 року «сині» підписали контракт із Берубе на три роки до сезону 2024/25. 12 грудня 2023 року, після серії з чотирьох поразок Берубе був звільнений «Блюз».
З 17 травня 2024 року Берубе головний тренер «Торонто Мейпл Ліфс», замінивши Шелдона Кіфа.

## Нагороди
- Володар Кубка Стенлі як виконуючий обов'язки головного тренера «Сент-Луїс Блюз» — 2019.